# Resolució 1351 del Consell de Seguretat de les Nacions Unides
La Resolució 1351 del Consell de Seguretat de les Nacions Unides fou adoptada per unanimitat el 30 de maig de 2001. Després de considerar un informe del Secretari General Kofi Annan sobre la Força de les Nacions Unides d'Observació de la Separació (UNDOF) i reafirmant la Resolució 1308 (2000), el Consell va prorrogar el seu mandat durant sis mesos més fins al 30 de novembre de 2001.
La resolució va demanar a les parts implicades que implementessin immediatament la Resolució 338 (1973) i demanaven al Secretari General que presentés un informe sobre la situació al final d'aquest període.
L'informe del Secretari General, de conformitat amb la resolució anterior sobre la UNDOF, va dir que la situació entre Israel i Síria havia romàs tranquil·la i sense incidents greus, tot i que la situació a l'Orient Mitjà va romandre com a perillosa fins que s'arribés a un acord. Va assenyalar que ambdós bàndols havien cooperat amb UNDOF i també van ressaltar els perills dels camps de mines.